# Campionati mondiali juniores di sci nordico 2025

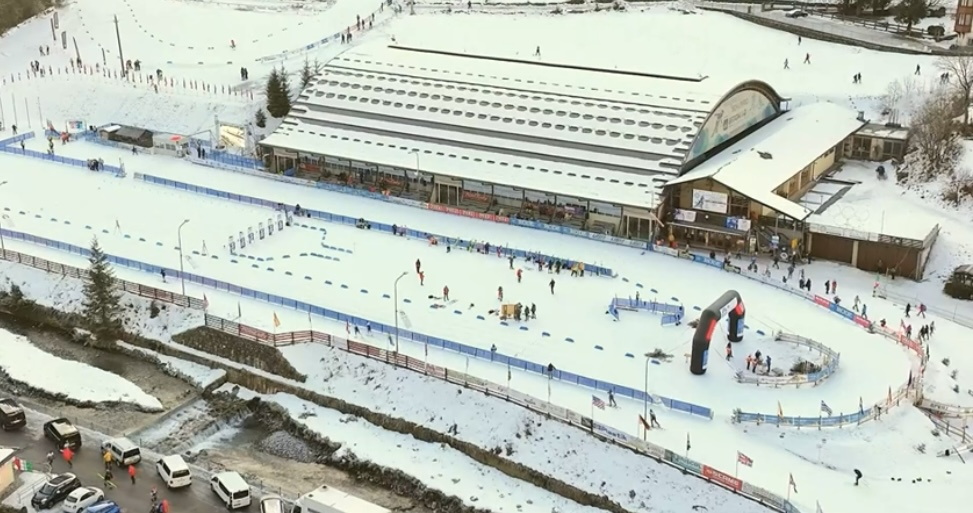
Il Centro Fondo di Schilpario, da dove parte la Pista degli abeti

I Campionati mondiali juniores di sci nordico 2025, 48ª edizione della manifestazione organizzata dalla Federazione internazionale sci e snowboard, si sono tenuti a Schilpario, in Italia, e a Lake Placid, negli Stati Uniti, dal 3 al 15 febbraio. Il programma ha incluso gare di combinata nordica, salto con gli sci e sci di fondo, tutte sia maschili sia femminili, e tre gare a squadre miste: una di combinata nordica, una di salto con gli sci e una di sci di fondo.

## Organizzazione e impianti

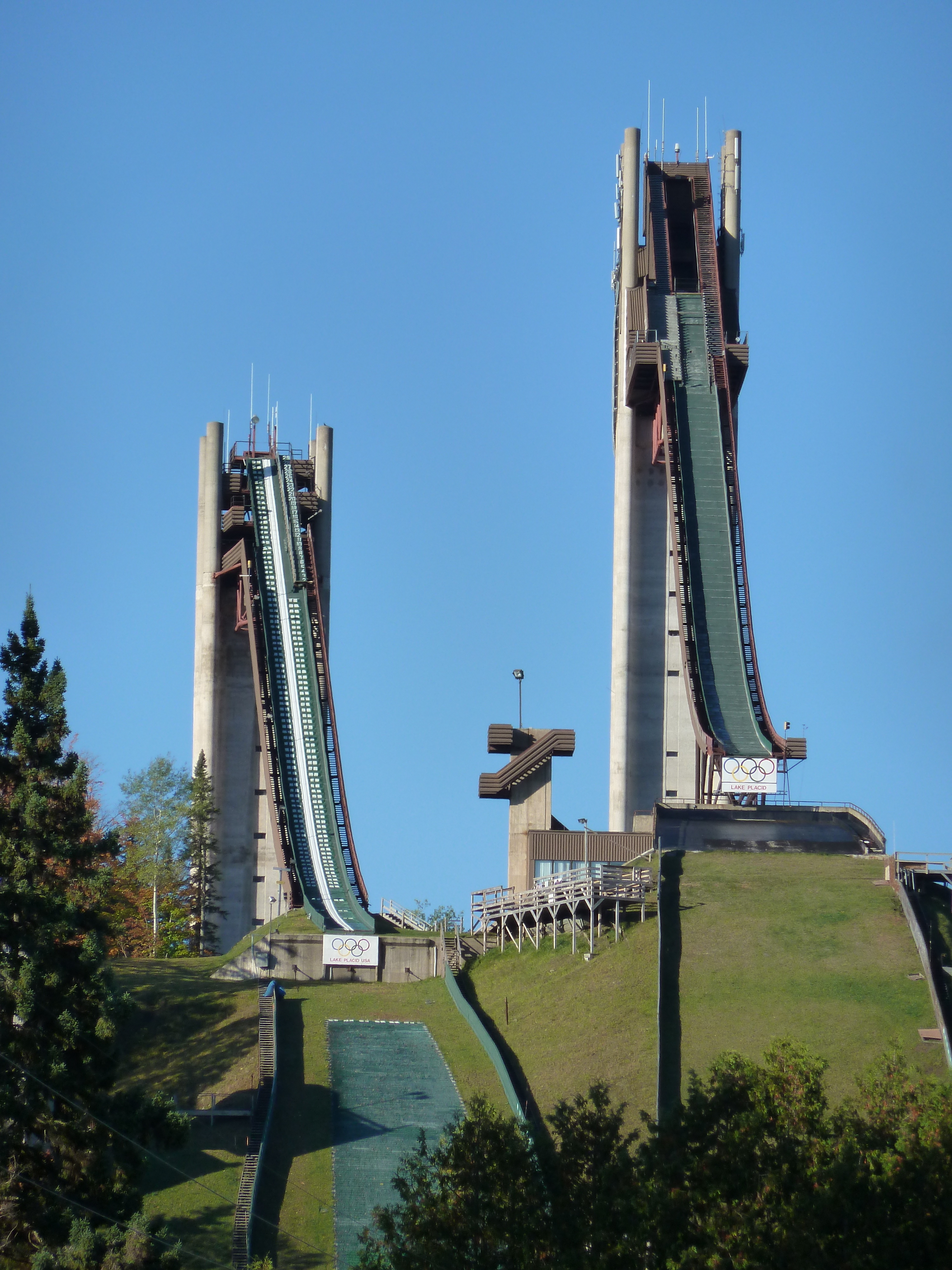
I trampolini del MacKenzie Intervale Ski Jumping Complex

Le gare di sci di fondo si sono disputate sulla Pista degli abeti di Schilpario; quelle di combinata nordica e di salto con gli sci presso il MacKenzie Intervale Ski Jumping Complex di Lake Placid (trampolino HS100).
In seguito all'invasione russa dell'Ucraina del 2022, gli atleti russi e bielorussi sono stati esclusi dalle competizioni.

## Risultati

### Uomini

#### Combinata nordica

##### Trampolino normale
| Pos. | Atleta           | Nazione  | Tempo   |
| ---- | ---------------- | -------- | ------- |
| 1    | Paul Walcher     | Austria  | 24:12,2 |
| 2    | Atsushi Narita   | Giappone | 24:18,2 |
| 3    | Richard Stenzel  | Germania | 24:54,7 |
| 4    | Kyotaro Yamazaki | Giappone | 25:00,3 |
| 5    | Felix Brieden    | Germania | 25:00,5 |
| 6    | Andreas Gfrerer  | Austria  | 25:01,3 |
| 7    | Manuel Senoner   | Italia   | 25:02,4 |
| 8    | Even Leinan Lund | Norvegia | 25:20,3 |
| 9    | Jonathan Gräbert | Germania | 25:36,7 |
| 10   | Torje Seljset    | Norvegia | 25:52,5 |

Data: 15 febbraio

Località: Lake Placid

Formula di gara: Gundersen NH/10 km

1ª manche:

Ore: 9:10 (UTC-5)

Trampolino: MacKenzie HS100

2ª manche:

Ore: 13:45 (UTC-5)

Distanza: 10 km

##### Gara a squadre
| Pos. | Nazione     | Atleti                                | Tempo   |
| ---- | ----------- | ------------------------------------- | ------- |
| 1    | Austria     | Andreas Gfrerer Paul Walcher          | 30:03,5 |
| 2    | Norvegia    | Torje Seljset Even Leinan Lund        | 30:50,4 |
| 3    | Giappone    | Kyotaro Yamazaki Atsushi Narita       | 30:55,1 |
| 4    | Germania    | Richard Stenzel Benedikt Gräbert      | 31:38,5 |
| 5    | Rep. Ceca   | Lukáš Doležal Jan John                | 31:54,8 |
| 6    | Francia     | Lilian Tréand Lubin Martin            | 32:02,3 |
| 7    | Ucraina     | Ruslan Šumankyi Oleksandr Šovkoplias  | 32:09,7 |
| 8    | Finlandia   | Valtteri Holopainen Aapeli Karislahti | 32:14,0 |
| 9    | Polonia     | Jakub Cieślar Andrzej Waliczek        | 32:49,3 |
| 10   | Stati Uniti | Arthur Tirone Caleb Zuckerman         | 33:30,3 |

Data: 14 febbraio

Località: Lake Placid

Formula di gara: T SP NH/2x7,5 km

1ª manche:

Ore: 14:00 (UTC-5)

Trampolino: MacKenzie HS100

2ª manche:

Ore: 17:00 (UTC-5)

Distanza: 2x7,5 km

#### Salto con gli sci

##### Trampolino normale
| Pos. | Atleta            | Nazione     | Punti |
| ---- | ----------------- | ----------- | ----- |
| 1    | Stephan Embacher  | Austria     | 258,1 |
| 2    | Tate Frantz       | Stati Uniti | 257,7 |
| 3    | Simon Steinberger | Austria     | 255,3 |
| 4    | Urban Šimnic      | Slovenia    | 245,1 |
| 5    | Juri Kesseli      | Svizzera    | 243,1 |
| 6    | Žiga Jančar       | Slovenia    | 241,3 |
| 7    | Klemens Joniak    | Polonia     | 234,1 |
| 8    | Kapcer Tomasiak   | Polonia     | 230,0 |
| 9    | Jason Colby       | Stati Uniti | 228,7 |
| 10   | Nikolaus Humml    | Austria     | 222,7 |

Data: 12 febbraio

Località: Lake Placid

Ore: 18.00 (UTC-5)

Trampolino: MacKenzie HS100

##### Gara a squadre
| Pos. | Nazione     | Atleti                                                                 | Punti |
| ---- | ----------- | ---------------------------------------------------------------------- | ----- |
| 1    | Austria     | Simon Steinberger Lukas Haagen Nikolaus Humml Stephan Embacher         | 932,5 |
| 2    | Slovenia    | Urban Šimnic Nik Bergant Smerajc Enej Faletič Žiga Jančar              | 910,1 |
| 3    | Stati Uniti | Jason Colby Henry Loher Bryce Kloc Tate Frantz                         | 887,5 |
| 4    | Germania    | Max Unglaube Alex Reiter Yann Kullmann Robin Kloß                      | 883,5 |
| 5    | Polonia     | Klemens Joniak Szymon Birski Wiktor Szozda Kapcer Tomasiak             | 879,2 |
| 6    | Svizzera    | Felix Trunz Marius Sieber Noah Studer Juri Kesseli                     | 837,5 |
| 7    | Finlandia   | Eemeli Kurttila Toumas Meis Eeli Keränen Tuomas Kinnunen               | 790,4 |
| 8    | Norvegia    | Mats Strandbråten Alvin Le Odd Harald Svenningsen-Fjeld Fabian Østvold | 781,5 |
| 9    | Giappone    | Taiyo Mori Seigo Sasaki Ritsuta Sugiyama Asahi Sakano                  | 359,9 |
| 10   | Rep. Ceca   | Štěpán Kysel Filip Křenek Daniel Škarka David Rygl                     | 338,1 |

Data: 14 febbraio

Località: Lake Placid

Ore: 17:00 (UTC-5)

Trampolino: MacKenzie HS100

#### Sci di fondo

##### 10 km
| Pos. | Atleta           | Nazione     | Tempo    |
| ---- | ---------------- | ----------- | -------- |
| 1    | Lars Heggen      | Norvegia    | 23:16,8  |
| 2    | Davide Negroni   | Italia      | 23:43,5  |
| 3    | Jakob Elias Moch | Germania    | 23:55,5  |
| 4    | Filip Skari      | Norvegia    | 23:56,0  |
| 5    | Gabriele Matli   | Italia      | 23:59,7  |
| 6    | Federico Pozzi   | Italia      | 234:05,2 |
| 7    | Erik Bergström   | Svezia      | 24:13,5  |
| 8    | Gaspard Cottaz   | Francia     | 24:24,9  |
| 9    | Lucas Wilmot     | Stati Uniti | 24:26.5  |
| 10   | Ralf Kivil       | Estonia     | 24:36,3  |

Data: 7 febbraio

Località: Schilpario

Pista: Pista degli abeti

Ore: 10:00 (UTC+1)

Tecnica libera

##### 20 km
| Pos. | Atleta           | Nazione   | Tempo   |
| ---- | ---------------- | --------- | ------- |
| 1    | Lars Heggen      | Norvegia  | 51:12,1 |
| 2    | Gabriele Matli   | Italia    | 51:21,1 |
| 3    | Leopold Strand   | Norvegia  | 51:21,5 |
| 4    | Jakob Elias Moch | Germania  | 51:23,0 |
| 5    | Filip Skari      | Norvegia  | 51:23,1 |
| 6    | Davide Negroni   | Italia    | 52:13,1 |
| 7    | Marco Pinzani    | Italia    | 52:28,9 |
| 8    | Ralf Kivil       | Estonia   | 52:55,8 |
| 9    | Federico Pozzi   | Italia    | 52:57,5 |
| 10   | Pyry Riissanen   | Finlandia | 53:02,0 |

Data: 5 febbraio

Località: Schilpario

Pista: Pista degli abeti

Ore: 12:00 (UTC+1)

Tecnica classica
Partenza in linea

##### Sprint
| Pos. | Atleta              | Nazione   |
| ---- | ------------------- | --------- |
| 1    | Filip Skari         | Norvegia  |
| 2    | Lars Heggen         | Norvegia  |
| 3    | Isai Näff           | Svizzera  |
| 4    | Janik Weidlich      | Germania  |
| 5    | Torjus Magnus Harbo | Norvegia  |
| 6    | Jonas Albrecht      | Germania  |
| 7    | Elling Broberg      | Norvegia  |
| 8    | Jonáš Jan Hellmich  | Rep. Ceca |
| 9    | Erik Bergström      | Svezia    |
| 10   | Eddie Pettersson    | Svezia    |

Data: 3 febbraio

Località: Schilpario

Pista: Pista degli abeti

Qualificazioni:

Ore: 10:00 (UTC+1)

Finale:

Ore: 12:00 (UTC+1)

Tecnica classica

### Donne

#### Combinata nordica

##### Trampolino normale
| Pos. | Atleta                 | Nazione   | Tempo   |
| ---- | ---------------------- | --------- | ------- |
| 1    | Ingrid Låte            | Norvegia  | 14:58,6 |
| 2    | Teja Pavec             | Slovenia  | 15:12,9 |
| 3    | Trine Göpfert          | Germania  | 15:15,5 |
| 4    | Minja Korhonen         | Finlandia | 15:27,3 |
| 5    | Ronja Loh              | Germania  | 15:30,4 |
| 6    | Maša Likozar Brankovic | Slovenia  | 15:02,7 |
| 7    | Heta Hirvonen          | Finlandia | 16:38,5 |
| 8    | Katharina Gruber       | Austria   | 16:47,6 |
| 9    | Hazuki Ikeda           | Giappone  | 16:48,0 |
| 10   | Anna-Sophia Gredler    | Austria   | 17:22,0 |

Data: 15 febbraio

Località: Lake Placid

Formula di gara: Gundersen NH/10 km

1ª manche:

Ore: 8:30 (UTC-5)

Trampolino: MacKenzie HS100

2ª manche:

Ore: 13:00 (UTC-5)

Distanza: 5 km

##### Gara a squadre
| Pos. | Nazione     | Atlete                             | Tempo   |
| ---- | ----------- | ---------------------------------- | ------- |
| 1    | Finlandia   | Heta Hirvonen Minja Korhonen       | 20:52,2 |
| 2    | Slovenia    | Tia Malovrh Maša Likozar Brankovic | 21:49,7 |
| 3    | Germania    | Ronja Loh Trine Göpfert            | 22:05,1 |
| 4    | Austria     | Katharina Gruber Laura Pletz       | 22:23,0 |
| 5    | Norvegia    | Ingrid Låte Nora Helene Evans      | 22:40,8 |
| 6    | Italia      | Greta Pinzani Anna Senoner         | 22:50,0 |
| 7    | Francia     | Romane Baud Marion Droz Vincent    | 22:52,1 |
| 8    | Stati Uniti | Haley Brabec Kai McKinnon          | 23:16,1 |
| 9    | Giappone    | Hazuki Ikeda Yuzuka Fujiwara       | 23:29,8 |

Data: 14 febbraio

Località: Lake Placid

Formula di gara: T SP NH/2x7,5 km

1ª manche:

Ore: 10:00 (UTC-5)

Trampolino: MacKenzie HS100

2ª manche:

Ore: 16:30 (UTC-5)

Distanza: 2x4,5 km

#### Salto con gli sci

##### Trampolino normale
| Pos. | Atleta                     | Nazione    | Tempo |
| ---- | -------------------------- | ---------- | ----- |
| 1    | Ingvild Synnøve Midtskogen | Norvegia   | 241,8 |
| 2    | Ingrid Låte                | Norvegia   | 209,8 |
| 3    | Taja Bodlaj                | Slovenia   | 200,2 |
| 4    | Tina Erzar                 | Slovenia   | 198,2 |
| 5    | Kim Amy Duschek            | Germania   | 196,6 |
| 6    | Yuzuki Satō                | Giappone   | 191,4 |
| 7    | Kjersti Græsli             | Norvegia   | 190,5 |
| 8    | Anežka Indráčková          | Rep. Ceca  | 189,9 |
| 9    | Julina Kreibich            | Germania   | 184,7 |
| 10   | Tamara Mesíková            | Slovacchia | 180,5 |

Data: 12 febbraio

Località: Lake Placid

Ore: 14:00/17:15(UTC-5)

Trampolino: MacKenzie HS100

##### Gara a squadre
| Pos. | Nazione     | Atlete                                                                 | Tempo |
| ---- | ----------- | ---------------------------------------------------------------------- | ----- |
| 1    | Germania    | Lia Böhme Anna-Fay Scharfenberg Julina Kreibich Kim Amy Duschek        | 834,3 |
| 2    | Slovenia    | Lucija Jurgec Tinkara Komar Tina Erzar Taja Bodlaj                     | 832,3 |
| 3    | Giappone    | Kikka Sakamoto Riko Iwasaki Yu Saito Yuzuki Satō                       | 829,7 |
| 4    | Norvegia    | Nora Helene Evans Ingrid Græsli Ingrid Låte Ingvild Synnøve Midtskogen | 800,0 |
| 5    | Finlandia   | Oosa Thure Emilia Vidgren Julia Äikiä Sofia Mattila                    | 725,5 |
| 6    | Austria     | Sara Pokorny Luise Tritscher Pia Stuetz Meghann Wadsak                 | 630,6 |
| 7    | Stati Uniti | Kaija Copenhaver Estella Hassrick Sandra Sproch Josie Johnson          | 611,4 |
| 8    | Svizzera    | Sina Arnet Giulia Belz Anja Imhof Celina Wasser                        | 594,6 |
| 9    | Kazakistan  | Marija Judakova Anastasija Gor'junova Alisa Sedova Alyona Sviridenko   | 246,1 |

Data: 14 febbraio

Località: Lake Placid

Ore: 19:00 (UTC-5)

Trampolino: MacKenzie HS100

#### Sci di fondo

##### 10 km
| Pos. | Atleta                          | Nazione     | Tempo   |
| ---- | ------------------------------- | ----------- | ------- |
| 1    | Milla Grosberghaugen Andreassen | Norvegia    | 27:31,1 |
| 2    | Anna Endreß                     | Germania    | 28:00,4 |
| 3    | Alison Mackie                   | Canada      | 28:07,3 |
| 4    | Marit Folie                     | Italia      | 28:11,9 |
| 5    | Hanna Engesæter Sørbye          | Norvegia    | 28:13,0 |
| 6    | Margot Tirloy                   | Francia     | 28:16,2 |
| 7    | Beatrice Laurent                | Italia      | 28:21,0 |
| 8    | Sammy Smith                     | Stati Uniti | 28:54,5 |
| 9    | Annette Coupat                  | Francia     | 29:02,7 |
| 10   | Anina Hutter                    | Svizzera    | 29:05,3 |

Data: 7 febbraio

Località: Schilpario

Pista: Pista degli abeti

Ore: 12:30 (UTC+1)

Tecnica libera

##### 20 km
| Pos. | Atleta                          | Nazione   | Tempo     |
| ---- | ------------------------------- | --------- | --------- |
| 1    | Milla Grosberghaugen Andreassen | Norvegia  | 57:36,1   |
| 2    | Hanna Engesæter Sørbye          | Norvegia  | 58:04,3   |
| 3    | Alison Mackie                   | Canada    | 58:07,4   |
| 4    | Annette Coupat                  | Francia   | 58:33,1   |
| 5    | Beatrice Laurent                | Italia    | 58:40,9   |
| 6    | Ingeborg Synstnes Hole          | Norvegia  | 58:41,3   |
| 7    | Olivia Puranen                  | Finlandia | 59:31,9   |
| 8    | Margot Tirloy                   | Francia   | 59:36,6   |
| 9    | Marit Folie                     | Italia    | 1:00:31,1 |
| 10   | Selene Rossi                    | Finlandia | 1:00:33,1 |

Data: 5 febbraio

Località: Schilpario

Pista: Pista degli abeti

Tecnica classica

Partenza in linea

##### Sprint
| Pos. | Atleta                          | Nazione     |
| ---- | ------------------------------- | ----------- |
| 1    | Malin Hoelsveen                 | Norvegia    |
| 2    | Iselin Bjervig Drivenes         | Norvegia    |
| 3    | Milla Grosberghaugen Andreassen | Norvegia    |
| 4    | Alison Mackie                   | Canada      |
| 5    | Sammy Smith                     | Stati Uniti |
| 6    | Nora Christine Hansen           | Norvegia    |
| 7    | Beatrice Laurent                | Italia      |
| 8    | Anna Marie Jaklová              | Rep. Ceca   |
| 9    | Marit Folie                     | Italia      |
| 10   | Elsa Tänglander                 | Svezia      |

Data: 3 febbraio

Località: Schilpario

Pista: Pista degli abeti

Qualificazioni:

Ore: 10:00 (UTC+1)

Finale:

Ore: 12:00 (UTC+1)

Tecnica classica

### Misto

#### Combinata nordica

##### Gara a squadre
| Pos. | Nazione     | Atleti                                                              | Tempo   |
| ---- | ----------- | ------------------------------------------------------------------- | ------- |
| 1    | Germania    | Jonathan Gräbert Hanna Engesæter Sørbye Lars Heggen Richard Stenzel | 42:27,3 |
| 2    | Austria     | Andreas Gfrerer Katharina Gruber Anna-Sophia Gredler Paul Walcher   | 42:52,9 |
| 3    | Giappone    | Atsushi Narita Hazuki Ikeda Yuzuka Fujiwara Kaisei Mori             | 43:05,6 |
| 4    | Norvegia    | Torje Seljset Ingrid Låte Nora Helene Evans Jørgen Berget Storsveen | 43:29,0 |
| 5    | Francia     | Lubin Martin Marion Droz Vincent Romane Baud Lilian Tréand          | 44:09,1 |
| 6    | Finlandia   | Aapeli Karislahti Minja Korhonen Heta Hirvonen Valtteri Holopainen  | 44:26,5 |
| 7    | Slovenia    | Urban Zajec Teja Pavec Maša Likozar Brankovic Lovro Percl Seručnik  | 44:39,6 |
| 8    | Stati Uniti | Ronen Woods Ella Wilson Kai McKinnon Anders Giese                   | 49:16,5 |

Data: 15 febbraio

Località: Lake Placid

Formula di gara: T SP NH/2x7,5 km

1ª manche:

Ore: 10:30 (UTC-5)

Trampolino: MacKenzie HS100

2ª manche:

Ore: 16:30 (UTC-5)

4 frazioni da 5 km

#### Salto con gli sci

##### Gara a squadre
| Pos. | Nazione     | Atleti                                                                 | Punti |
| ---- | ----------- | ---------------------------------------------------------------------- | ----- |
| 1    | Slovenia    | Taja Bodlaj Žiga Jančar Tina Erzar Urban Šimnic                        | 919,8 |
| 2    | Stati Uniti | Sandra Sproch Jason Colby Josie Johnson Tate Frantz                    | 861,6 |
| 3    | Austria     | Sara Pokorny Stephan Embacher Meghann Wadsak Simon Steinberger         | 834,7 |
| 4    | Germania    | Lia Böhme Yann Kullmann Julina Kreibich Alex Reiter                    | 806,1 |
| 5    | Giappone    | Riko Iwasaki Ritsuta Sugiyama Yuzuki Satō Asahi Sakano                 | 798,1 |
| 6    | Svizzera    | Anja Imhof Felix Trunz Sina Arnet Juri Kesseli                         | 774,1 |
| 7    | Norvegia    | Ingrid Græsli Alvin Le Ingvild Synnøve Midtskogen Fabian Østvold       | 771,4 |
| 8    | Polonia     | Pola Bełtowska Kapcer Tomasiak Natalia Słowik Klemens Joniak           | 760,9 |
| 9    | Finlandia   | Julia Äikiä Toumas Meis Oosa Thure Tuomas Kinnunen                     | 357,7 |
| 10   | Kazakistan  | Anastasija Gor'junova Artyom Meshkov Alyona Sviridenko Il'ja Mizernych | 311,4 |

Data: 15 febbraio

Località: Lake Placid

Ore: 11:30/12:27 (UTC-5)

Trampolino: MacKenzie HS100

#### Sci di fondo

##### Staffetta
| Pos. | Nazione   | Atleti                                                                         | Tempo     |
| ---- | --------- | ------------------------------------------------------------------------------ | --------- |
| 1    | Norvegia  | Filip Skari Hanna Engesæter Sørbye Lars Heggen Milla Grosberghaugen Andreassen | 1:03:14,7 |
| 2    | Francia   | Quentin Viguier Annette Coupat Romain Vaxelaire Margot Tirloy                  | 1:04:14,4 |
| 3    | Italia    | Gabriele Matli Beatrice Laurent Davide Negroni Marit Folie                     | 1:04:31,3 |
| 4    | Finlandia | Pyry Riissanen Olivia Puranen Jimi Klemettinen Selene Rossi                    | 1:05:24,2 |
| 5    | Germania  | Janik Weidlich Anne Buchmann Jakob Elias Moch Anna Endreß                      | 1:05:30,1 |
| 6    | Svezia    | Jonatan Lindberg Mira Göransson Erik Bergström Johanna Hägg                    | 1:05:40,6 |
| 7    | Svizzera  | Nolan Gertsch Estelle Darbellay Isai Näff Anina Hutter                         | 1:07:20,6 |
| 8    | Austria   | David Fuchs Heidi Bucher Janne Walcher Anna-Lena Taxter                        | 1:08:12,7 |
| 9    | Canada    | Zachari Moreau Clara Hegan Jonas Rolseth Alison Mackie                         | 1:08:27,0 |
| 10   | Rep. Ceca | Jonáš Jan Hellmich Anna Marie Jaklová Eduard Simbartl Anna Milerská            | 1:08:36,3 |

Data: 9 febbraio

Località: Schilpario

Pista: Pista degli abeti

2 frazioni da 5 km a tecnica classica

2 frazioni da 5 km a tecnica libera

## Medagliere per nazioni
| Pos. | Nazione     | Oro | Argento | Bronzo | Totale |
| ---- | ----------- | --- | ------- | ------ | ------ |
| 1    | Norvegia    | 9   | 5       | 2      | 16     |
| 2    | Austria     | 4   | 1       | 2      | 7      |
| 3    | Germania    | 2   | 1       | 4      | 7      |
| 4    | Slovenia    | 1   | 4       | 1      | 6      |
| 5    | Finlandia   | 1   | 0       | 0      | 1      |
| 6    | Italia      | 0   | 2       | 1      | 3      |
| 6    | Stati Uniti | 0   | 2       | 1      | 3      |
| 8    | Giappone    | 0   | 1       | 3      | 4      |
| 9    | Francia     | 0   | 1       | 0      | 1      |
| 10   | Canada      | 0   | 0       | 2      | 2      |
| 11   | Svizzera    | 0   | 0       | 1      | 1      |